# Reinhard Nordsieck
Reinhard Nordsieck (* 1. Juni 1937 in Berlin; † 2021) war ein evangelischer Theologe, Jurist und Autor.
Nordsieck studierte Rechtswissenschaften an der Universität Köln und begann seine juristische Laufbahn im Jahre 1964 an verschiedenen Gerichten. Am 1. Dezember 1967 wurde er zum Richter am Amtsgericht Mettmann berufen. Später war er bis zu seiner Pensionierung am Landgericht Wuppertal tätig. 
Ab 1974 studierte Nordsieck an der Kirchlichen Hochschule Wuppertal Evangelische Theologie. Er hält regelmäßig theologische und juristische Vorträge an Schulen, Volkshochschulen und Gemeindeakademien. Sein wissenschaftlich-theologisches Interesse gilt besonders dem Thomasevangelium; so schrieb er den ersten wissenschaftlichen Kommentar zum Thomasevangelium in deutscher Sprache.
Nordsieck war seit 1958 Mitglied der SPD.

## Schriften (Auswahl)
- Reich Gottes – Hoffnung der Welt. Neukirchen-Vluyn 1980;
- Recht und Gesetz. Frankfurt a. M. 1991;
- Reich Gottes – Leben der Welt. Neukirchen-Vluyn 1994;
- Johannes. Neukirchen-Vluyn 1998;
- Maria Magdalena. Münster 2001;
- Das Thomas-Evangelium. Neukirchen-Vluyn, 4. Auflage 2014;
- Das Geheimnis des Lazarus. Zur Frage nach Verfasser und Entstehung des Johannes-Evangeliums. Lit, Berlin 2010, ISBN 978-3-643-10538-7
- Die Reich Gottes – Initiative. Münster 2012;
- Das Thomas-Evangelium: Einleitung – Zur Frage des historischen Jesus – Kommentierung aller 114 Logien. Auflage 4, Vandenhoeck & Ruprecht, Göttingen 2006, ISBN 978-3-78871-867-1.
- Jesus – Seine Botschaft vom Reich Gottes. Wiesmoor 2017